# Henrik Stehlik
Henrik Stehlik (né le 29 décembre 1980 à Salzgitter en Basse-Saxe) est un gymnaste trampoliniste allemand. 

## Palmarès et classements

### Jeux olympiques
- Athènes 2004
  -  Médaille de bronze en trampoline.

- Pékin 2008
  - 16e en trampoline.

- Londres 2012
  - 9e en trampoline.